# Confiscación del Reino de Mallorca
La Confiscación del Reino de Mallorca fue una acción militar efectuada por el rey de la Corona de Aragón, Pedro III de Aragón, contra su hermano Jaime II de Mallorca. En esta acción el rey aragonés confiscó el Reino de Mallorca como represalia por el apoyo de su hermano a la Cruzada contra la Corona de Aragón, iniciada cuando el papa Martín IV, que había sucedido a Clemente IV, declaró al rey Pedro III de Aragón privado de sus reinos y dio la investidura del Reino de Sicilia a Carlos I de Anjou.

## Antecedentes: confrontación con Francia

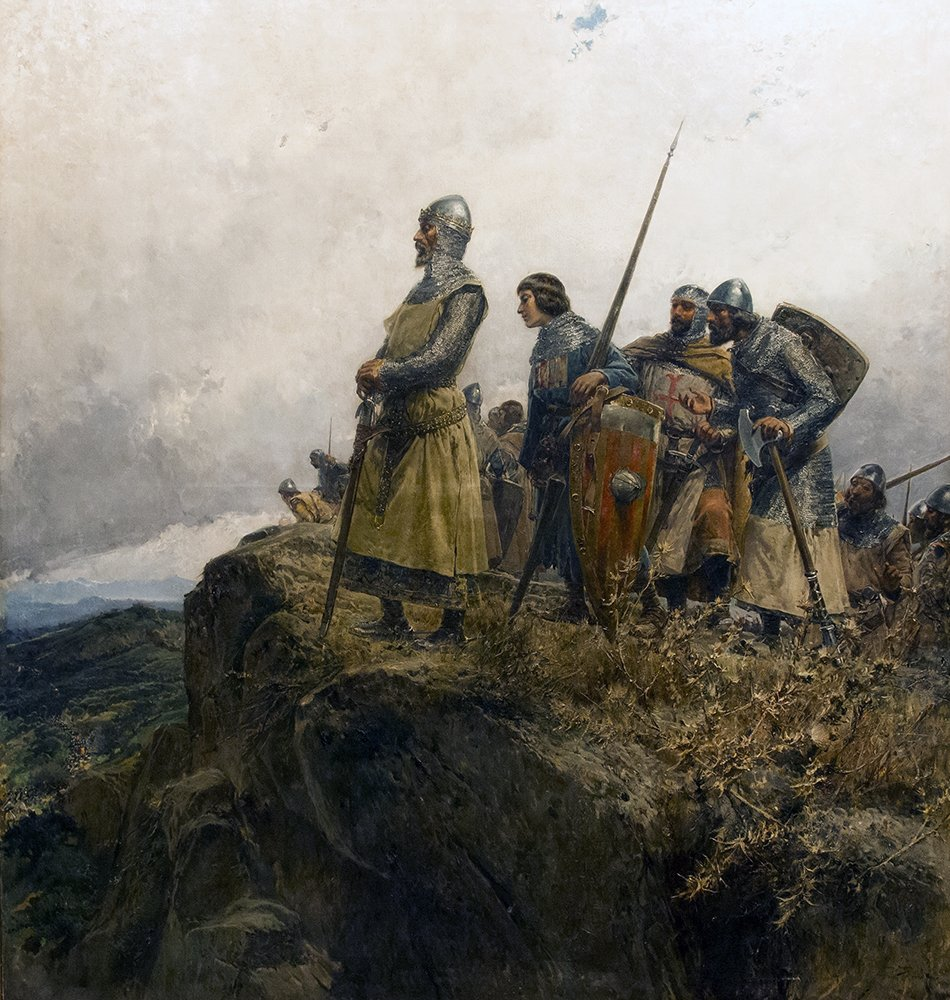
Pedro III el Grande en el collado de las Panizas, por Mariano Barbasán. 1891. (Diputación Provincial de Zaragoza).

Los franceses ocuparon el Valle de Arán, pero no pudieron seguir avanzando en territorio catalán. Al año siguiente lo intentaron con las tropas que tenían en el Reino de Navarra. En el contraataque aragonés del año 1284 sitiaron Tudela. En 1285 los franceses entraron por el territorio rosellonés de Jaime II de Mallorca con un ejército de 100 000 infantes, 16 000 caballeros y 17 000 ballesteros comandado por Felipe III de Francia, y acamparon en Elna y Perpiñán, cruzando por el paso de La Massana en junio. Los aragoneses, aplicaron la tierra quemada, y los franceses entraron en Castellón de Ampurias, Gerona, Figueras, Rosas, San Felíu de Guixols y Blanes; Perelada fue destruida sin conseguir rendirla.
La escuadra aragonesa, proveniente de Sicilia comandado por Roger de Lauria había derrotado la flota francesa en la Batalla de Formigues, y recuperó el territorio del norte. En aquel momento la disentería se extendió entre los franceses, que, rodeados, sin abastecimientos y enfermos, tuvieron que retirarse. Pero se encontraron la retirada cortada en el collado de las Panizas (la actual Pertús) y en La Massana. Los ejércitos aragoneses accedieron a no atacarlos, y los dejaron pasar por Agullana. Una parte del ejército francés quiso cruzar igualmente por el collado de las Panizas, en La Junquera. El ejército catalán se adelantó a la retirada francesa y esperó el ejército francés en La Junquera. Los aragoneses atacaron la retaguardia de las tropas francesas que se batían en retirada, diezmadas por las enfermedades. Para la vanguardia, Ramón III de Moncada y sus almogávares masacraron a los fugitivos, mientras se respetaba al rey francés y los miembros de su familia, entre los que se encontraba Carlos de Valois, en la línea sucesoria de la Corona de Aragón por su madre, Isabel, hermana de Pedro III. Cuando terminó el primer ataque, la columna francesa fue de nuevo atacada por las tropas de Roger de Lauria, que habían desembarcado después de su victoria naval frente a las costas del Ampurdán, en la Batalla de Formigues. Los franceses rindieron todas las villas que aún tenían en el Ampurdán y Gerona, pero seguían controlando el Rosellón.

## Ataque a Mallorca
En 1285, Pedro III envió una flota que salió de Salou contra su hermano Jaime II de Mallorca como castigo por su apoyo a la cruzada, y le confiscó el reino, pero no pudo ver los resultados de la expedición ya que se murió pocos días después en Villafranca del Panadés.
El 19 de noviembre, la ciudad de Mallorca se rindió a Alfonso III de Aragón, mientras que unos días más tarde, el 24 de noviembre, Ponce de Saguardia, el lugarteniente del rey Jaime II de Mallorca rindió la ciudad al rey Alfonso y los síndicos de los pueblos de Mallorca juraron homenaje al rey. El 25 de noviembre de 1285, Alfonso III instó a la rendición del alcaide del castillo de Alaró, Ramón Ballester, pero finalmente el 30 de diciembre se produjo el asalto al castillo de Alaró donde la guarnición, formada por el mismo Ramón Ballester, Guillem Cabrit, Guillem Bassa, Arnau Ramon, Lleonard Marsello y Albert Perpinyà, murió quemada.